# Geir Haarde
Geir Hilmar Haarde (Reykjavík, 1951. április 8.) izlandi közgazdász, újságíró, politikus, 2006 és 2009 között Izland miniszterelnöke.
2005-től 2009-ig a Függetlenség Párt elnöke volt. Először a pártja és a Progresszív Párt koalíciós kormányát vezette, majd a 2007-es választáson való sikeres szereplés után ismét miniszterelnök lett, ezúttal a Szövetséggel koalícióban. 2009 januárjában mondott le, miután a 2008 októberi gazdasági összeomlást széles körű tiltakozások követték.

## Fordítás
- Ez a szócikk részben vagy egészben a Geir Haarde című angol Wikipédia-szócikk ezen változatának fordításán alapul.  Az eredeti cikk szerkesztőit annak laptörténete sorolja fel. Ez a jelzés csupán a megfogalmazás eredetét és a szerzői jogokat jelzi, nem szolgál a cikkben szereplő információk forrásmegjelöléseként.